# Martin Broszat
Martin Broszat, né le 14 août 1926 à Leipzig et mort le 14 octobre 1989 , est un historien de l'Allemagne de l'Ouest, spécialiste du nazisme.

## Jeunesse
Martin Broszat fait partie des Jeunesses hitlériennes, puis de la Wehrmacht. Il est porté membre du parti nazi en 1944, mais il n'est pas impossible qu'il s'agisse là d'une incorporation d'office dont l'intéressé n'ait rien su lui-même.

## Carrière
Broszat étudie l'histoire à l'université de Leipzig (1944-1949) et à l'université de Cologne (1949-1952). Il travaille comme professeur à l'université de Cologne (1954-1955), à l'Institut d'histoire contemporaine de Munich (1955-1989) et est professeur honoraire à l'université de Constance (1969-1980). Il est à la tête de l'Institut d'histoire contemporaine de Munich entre 1972 et 1989.
Durant la querelle des historiens sur l'origine et les causes de la Shoah, Martin Broszat défend les positions du courant « fonctionnaliste ».
En 1960, il écrivit au journal Die Zeit une lettre qui est publiée sous le titre « Keine Vergasung in Dachau » (« Pas de gazages à Dachau »). Dans cette lettre, souvent utilisée par les négationnistes, il disait notamment :

« Ni à Dachau, ni à Bergen-Belsen, ni à Buchenwald des juifs ou d’autres détenus n’ont été gazés. La chambre à gaz de Dachau n’a jamais été complètement terminée ni mise “en service”. Des centaines de milliers de détenus, qui périrent à Dachau ou dans d’autres camps de concentration situés à l’intérieur des frontières de l’Ancien Reich, furent victimes avant tout des catastrophiques conditions d’hygiène et d’approvisionnement : rien que dans les douze mois allant de juillet 1942 à juin 1943, 110 812 personnes moururent de maladie et de faim dans tous les camps de concentration du Reich, d’après les statistiques officielles de la SS. L'anéantissement massif des juifs par le gaz commença en 1941-1942 et il prit place uniquement en de rares points choisis à cet effet et pourvus d'installations techniques adéquates, avant tout en territoire polonais occupé (mais nulle part dans l'ancien Reich) : à Auschwitz-Birkenau, à Sobibor-sur-Bug, à Treblinka, Chelmno et Belzec. »

Toutefois, dans un ouvrage collectif publié en 1979 sous la direction de M. Broszat lui-même, il est fait état de quelques gazages expérimentaux pratiqués à Dachau par le docteur et Haumptsturmführer SS Rascher en relation avec des expériences médicales.
Par ailleurs, avec Hans Mommsen, il avait développé au début des années 1970 un nouveau modèle d’analyse : le polycratisme. L’Allemagne n’aurait été que formellement dirigée par Hitler, les prises de décision auraient été dispersées entre divers détenteurs de pouvoir.

## Ouvrages
- Der Nationalsozialismus: Weltanschauung, Programm und Wirklichkeit, 1960 (OCLC 12542611).
- Der Staat Hitlers: Grundlegung und Entwicklung seiner inneren Verfassung, 1969 (OCLC 2939624).
- (éd.), Bayern in der NS-Zeit, 4 volumes, 1977-1983  (ISBN 978-3-4864-8361-1).
- Die Machtergreifung: der Aufstieg der NSDAP und die Zerstörung der Weimarer Republik, 1984  (ISBN 978-3-4230-4516-2).
- Nach Hitler: der schwierige Umgang mit unserer Geschichte, 1987  (ISBN 978-3-4865-3882-3).

### Traduit en français
- L'État hitlérien, Fayard, coll. « L'espace du politique », 1986, 625 p.